# Inazuma Eleven 2
Inazuma Eleven 2: Feuersturm und Inazuma Eleven 2: Eissturm (japanisch イナズマイレブン２ 脅威の侵略者, Inazuma Irebun 2: Kyoui no Shinryakusha) ist die Fortsetzung von Inazuma Eleven. Es ist ein japanisches Computerspiel des Entwicklers Level-5. Im Rollenspiel geht es um eine Fußballmannschaft, die von einem jungen Torwart angeführt wird. Die Spiele wurden als Manga und Anime adaptiert, die in das Sport-Genre einzuordnen sind.
Gleichzeitig mit dem Release von Inazuma Eleven 2: Eissturm wurde auch eine zweite Version des Spiels veröffentlicht, Inazuma Eleven 2: Feuersturm, welche minimale Unterschied im Spielverlauf zeigt.

## Inhalt
Nach dem Sieg des Football Frontier Turniers kamen Aliens, die sich die Alius Academy nennen, auf die Erde, die mit Hilfe des Fußballs jegliche Schulen zerstören und Japan bedrohen. Mit Mark Evans als Kapitän reist der Fußball-Club der Raimon Jr. High, mit ihrer neuen Trainerin, Aquilina Schiller, durch ganz Japan um das beste Team des Landes aufzubauen, damit sie die Alius Academy besiegen können.

## Spielmechanik
Der Spieler kann zum einen in der Rolle Mark Evans neue Spieler und Gegner sowie nützliche Items ausfindig machen und dabei die Mannschaft zusammenstellen und ausrüsten. Dabei stehen etwa 1000 spielbare Charaktere zur Auswahl. Zum anderen kann der Spieler die Fußballspiele gegen andere Mannschaften austragen und dabei seine Spieler anordnen und steuern. Dabei können auch besondere Fähigkeiten der Spieler genutzt werden.

## Veröffentlichung
Das von Level-5 für Nintendo DS entwickelte Spiel wurde am 1. Oktober 2009 von derselben Firma in Japan veröffentlicht. Nintendo brachte das Spiel am 16. März 2012 in Europa heraus.

## Synchronisation
| Rolle                | Rolle             | Japanischer Sprecher (Seiyū) | Deutscher Sprecher       |
| Japanisch            | Deutsch           | Japanischer Sprecher (Seiyū) | Deutscher Sprecher       |
| -------------------- | ----------------- | ---------------------------- | ------------------------ |
| Mamoru Endō          | Mark Evans        | Junko Takeuchi               | Philipp Zieschang        |
| Shūya Gōenji         | Axel Blaze        | Hirofumi Nojima              | Rainer Fritzsche         |
| Yūto Kidō            | Jude Sharp        | Hiroyuki Yoshino             | Konstantin Seidenstücker |
| Ichirōta Kazemaru    | Nathan Swift      | Yuka Nishigaki               | Dirk Petrick             |
| Heigorō Kabeyama     | Jack Wallside     | Tano Megumi                  | Konstantin Seidenstücker |
| Shirō Fubuki         | Shawn Froste      | Mamoru Miyano                | Leonard Pfeiffer         |
| Tōko Zaizen          | Victoria Vanguard | Ayahi Takagaki               | Sophia Längert           |
| Yūya Kogure          | Scott Banyan      | Nami Miyahara                | Leonard Pfeiffer         |
| Yūki Tachimukai      | Darren LaChance   | Shinnosuke Tachibana         | Leonard Pfeiffer         |
| Rika Urabe           | Suzette Hartland  | Fujiko Takimoto              | Sophia Längert           |
| Jōsuke Tsunami       | Hurley Kane       | Shuuhei Sakaguchi            | Philip Schwarz           |
| Hitomiko Kira        | Aquilina Schiller | Junko Kitanishi              | Marianne Graffam         |
| Reize                | Janus             | Yuuki Kodaira                | Lion Wasczyk             |
| Gran                 | Xene              | Takahira Mizushima           | Lion Wasczyk             |
| Kazuya Ichinose      | Erik Eagle        | Yūki Kaji                    | Konstantin Seidenstücker |
| Teppei Kurimatsu     | Tod Ironside      | Miho Hino                    | Konstantin Seidenstücker |
| Sakichi Shishido     | Sam Kincaid       | Tooru Nara                   | Thomas Arnold            |
| Kūsuke „Max“ Matsuno | Maxwell Carson    | Yuuki Kodaira                | Anita Hopt               |
| Aki Kino             | Silvia Woods      | Fumiko Orikasa               | Jennifer Weiß            |
| Haruna Otonashi      | Celia Hills       | Hinako Sasaki                | Anita Hopt               |
| Natsumi Raimon       | Nelly Raimon      | Sanae Kobayashi              | Anita Hopt               |
| Seigō Hibiki         | Seymour Hillman   | Kinryū Arimoto               | Thomas Arnold            |
| Reiji Kageyama       | Ray Dark          | Seiji Sasaki                 | Thomas Arnold            |
| Ryūichi Kenzaki      | Godric Wyles      | Ken Narita                   | Ilja Köster              |

## Rezeption
Das Spiel erhielt überwiegend positive Kritiken. Laut Metacritic bekam das Spiel eine Punktzahl von 74/100. Die britische Website Cubed3 bewertete das Spiel mit 9/10.